# Changlu (sockenhuvudort i Kina, Jiangsu Sheng, lat 32,26, long 118,79)
Changlu (kinesiska: 长芦街道) är en sockenhuvudort i Kina. Den ligger i provinsen Jiangsu, i den östra delen av landet, omkring 22 kilometer norr om provinshuvudstaden Nanjing. Antalet invånare är 16 850. Befolkningen består av 7 014 kvinnor och 9 836 män. Barn under 15 år utgör 8,0 %, vuxna 15-64 år 82 %, och äldre över 65 år 8,0 %.
Runt Changlu är det mycket tätbefolkat, med 1 956 invånare per kvadratkilometer. Närmaste större samhälle är Shanpan, 4,7 km sydväst om Changlu. Trakten runt Changlu består till största delen av jordbruksmark.
Genomsnittlig årsnederbörd är 1 291 millimeter. Den regnigaste månaden är juli, med i genomsnitt 289 mm nederbörd, och den torraste är december, med 32 mm nederbörd.